# Buják
Buják là một thị trấn thuộc hạt Nógrád, Hungary. Thị trấn này có diện tích 53,04 km², dân số năm 2010 là 2170 người, mật độ 41 người/km².